# Klaus Moritz (Jurist)
Klaus Moritz (* 6. März 1944 in Königsberg (Preußen)) ist ein deutscher Jurist und Hochschullehrer.

## Leben
Er absolvierte von 1963 bis 1965 eine Banklehre bei der Deutschen Bank in Frankfurt am Main und nahm anschließend ein Jura-Studium in Frankfurt am Main und Genf auf. Im Jahr 1969 legte er das erste Staatsexamen ab. Nach der Promotion 1972 an der Universität Frankfurt am Main zum Dr. iur. und dem Ablegen des zweiten juristischen Staatsexamens im Jahr 1973 wurde er 1974 Assistenzprofessor an der FU Berlin. Später lehrte er von 1978 bis 2009 als Professor für Bürgerliches Recht, Arbeitsrecht und Rechtssoziologie an der Universität Hamburg und wurde dann emeritiert. Seit 1994 war er auch Gastprofessor an der Université d'Aix-Marseille.
Seine Forschungsgebiete waren Arbeitsrecht und Rechtsvergleichung sowie Rechtsinformatik.

## Schriften (Auswahl)
- Das Argument von der Wirtschaftsverfassung die Verwendung nationalökonomischer Kategorien im juristischen Denken, 1974[2]
- NS-Verbrechen vor Gericht, 1945–1955. Wiesbaden 1978, ISBN 3-921434-02-5.
- Das französische Arbeitsgericht. Gerichtsverfassung und Verfahrensrealität eines Laiengerichts. Berlin 1987, ISBN 3-428-06230-2.
- Zivilrecht, Nomos-Verlagsgesellschaft, Baden-Baden, 2002, ISBN 9783789088582